# TSV LONGA in het seizoen 1957/58
Het seizoen 1957/1958 was het vierde jaar in het bestaan van de Tilburgse betaaldvoetbalclub LONGA. De club kwam uit in de Tweede divisie A en eindigde daarin op de negende plaats. Tevens deed de club mee aan het toernooi om de KNVB beker, hierin werd in de derde ronde verloren van NAC (1–5).

## Wedstrijdstatistieken

### Tweede divisie A
|       | Baronie | DHC   | DOSKO | EBOH  | Emma  | 't Gooi | Hilversum | ONA   | UVS   | De Valk | Wilhelmina | Zeist | ZFC   |
| ----- | ------- | ----- | ----- | ----- | ----- | ------- | --------- | ----- | ----- | ------- | ---------- | ----- | ----- |
| Thuis | 2 – 2   | 5 – 1 | 2 – 1 | 0 – 1 | 4 – 1 | 1 – 2   | 1 – 3     | 0 – 1 | 2 – 1 | 1 – 1   | 1 – 0      | 1 – 1 | 2 – 3 |
| Uit   | 1 – 1   | 1 – 1 | 1 – 3 | 1 – 1 | 0 – 1 | 2 – 1   | 3 – 1     | 2 – 1 | 2 – 0 | 1 – 3   | 2 – 0      | 3 – 3 | 6 – 1 |

### KNVB Beker
| 1e ronde                                                  | Berghem Sport                                           | 0 – 6 (0 – 1) | LONGA                                                                   |
| 26 december 1957 Plaats: Berghem Sportpark De Koppelsteeg |                                                         |               | –', –' Cees Bergmans Marie van Noye Jan Paulissen –', –' Henk Zieltjens |
| 2e ronde                                                  | LONGA                                                   | 3 – 0 (1 – 0) | De Spechten                                                             |
| 16 februari 1958 Plaats: Tilburg Aan de spoorbrug         | Piet Villevoye 27' Gerard Spanings 75' Henk van Erp 81' |               |                                                                         |
| 3e ronde                                                  | LONGA                                                   | 1 – 5 (0 – 2) | NAC                                                                     |
| 21 mei 1958 Plaats: Tilburg Aan de spoorbrug              | Jan van Hoogenhuizen –' (e.d.)                          |               | 20' Hein van Gastel –', –' Louis Overbeeke –', –' Leo Canjels           |

## Statistieken LONGA 1957/1958

### Eindstand LONGA in de Nederlandse Tweede divisie A 1957 / 1958
| Stand | Gespeeld | Gewonnen | Gelijk | Verloren | Punten | Doelpunten voor | Doelpunten tegen |
| ----- | -------- | -------- | ------ | -------- | ------ | --------------- | ---------------- |
| 9e    | 26       | 8        | 7      | 11       | 23     | 39              | 43               |

### Topscorers
| #      | Naam            | Goal |
| ------ | --------------- | ---- |
| 1.     | Henk Zieltjens  | 10   |
| 2.     | Wim van Diessen | 7    |
| 3.     | Wim van der Wal | 6    |
| 4.     | Marie van Noye  | 5    |
| 5.     | Fer Hesselberth | 3    |
| 6.     | Gerard Spanings | 2    |
| 6.     | Villevoye       | 2    |
| .      | Bergmans        |      |
| .      | Cees Bergmans   |      |
| .      | Piet Villevoye  |      |
| Totaal | Totaal          | 39   |

| #              | Naam                       | Goal |
| -------------- | -------------------------- | ---- |
| 1.             | Cees Bergmans              | 2    |
| 1.             | Henk Zieltjens             | 2    |
| 3.             | Henk van Erp               | 1    |
| 3.             | Marie van Noye             | 1    |
| 3.             | Jan Paulissen              | 1    |
| 3.             | Gerard Spanings            | 1    |
| 3.             | Piet Villevoye             | 1    |
| Eigen doelpunt |                            |      |
| –              | Jan van Hoogenhuizen (NAC) | 1    |
| Totaal         | Totaal                     | '    |